# ياتشيو (تشيبا)
مدينة ياتشيو (بالإنجليزية: Yachiyo)‏ هي إحدى المدن التابعة لولاية تشيبا. تأسست رسميًا في 01/01/1967. ويقدر عدد سكانها بـ 184655 نسمة حسب تقدير مكتب الإحصاء الياباني لعام 2012. تبلغ مساحة ياتشيو 51.27 كم2. بكثافة سكانية تبلغ 3602 نسمة/كم2.

## توأمة
لياتشيو (تشيبا) اتفاقيات توأمة مع:
- كوشيرو

## أعلام
- يوسوكي ناكاغاوا
- نوريو تاكاهاشي